# Рубиссов, Георгий Алексеевич
Георгий Алексеевич Рубиссов (англ. George Aleksis Rubissow, 16 августа 1897 — 13 июля 1980) — европейско-американский инженер украинского происхождения, изобретатель, писатель, коллекционер. Прямой потомок знаменитого украинского писателя Ивана Петровича Котляревского.

## Биография
Родился 16 августа 1897 года в с. Жукино под Конотопом, Российская империя (ныне Украина). Отец — хирург, руководитель госпиталя. Мать — Лариса Демченко, прямой потомок украинского писателя Ивана Котляревского (1769—1838), автора одного из наиболее известных произведений украинской классики. «Энеида» стала первым в истории художественным произведением, написанным на украинском литературном языке и получившим всероссийское признание.
В 1917 заканчивает Московский императорский технический колледж аэронавтики и инженерной механики. В период Октябрьской революции с 1918 года руководит санитарным поездом № 1 Красного креста.
В 1918 году эмигрирует в Германию. Отец, сестра и брат остаются на Украине. С 1919 года работает Секретарём Миссии украинского красного креста в Берлине. С 1919 по 1923 год изучает инженерную механику в Шарлоттсбургском техническом колледже. 21 июля 1921 года женится на Елене Фёдоровне Рубиссовой (Hélène Rubissow)fr:Hélène Rubissow, родившейся в 1897 году в Санкт-Петербурге (художник, иллюстратор, поэт, писатель). В 1921 основывает Украинско-российскую студенческую ассоциацию и дважды избирается её президентом. С 1922 года — член Общеевропейской славянской студенческой ассоциации. Делегат Студенческих конгрессов: 1922 год — в Праге, 1924 год — в Париже.
В 1924 году эмигрирует во Францию. Работает деловым, инженерным и патентным промоутером, а также торговым представителем. Активно посещает офисы компании в Лондоне, Мадриде, Берлине, Швейцарии, Бельгии, Италии. Патентует авторский дизельный двигатель и другие инженерные разработки.
В 1937 году эмигрирует в США, где учреждает American Gyrocasing Co. С 1937 по 1948 год с деловыми визитами посещает Мексику, Южную Америку, Бразилию, Аргентину, Перу, Колумбию. В 1937 году подписывает контракт с Wright Brothers («Братья Райт»). В 1943 году получает американское гражданство.
13 июля 1945 года женится на Yanka Yancichm Ciudad Juarez, Чихуана, Мексика.
За свою жизнь проявил себя в различных областях науки и искусства. Инженер, инженер-литейщик, авиаконструктор, изобретатель, бизнесмен, философ, художник, писатель, композитор. Получил более 60 патентов на свои инженерные изобретения. Жил и работал одновременно в нескольких странах: США, Южная Америка, Европа, Индия, СССР.
Собрал, вероятно, самую большую коллекцию слонов в мире — более 13.000 штук.
Написал две книги: «Дом Жизни» и «Судьба», а также множество музыкальных произведений.
С 1996 года, в основном, жил во Франции. Умер 13 июля 1980 года в Париже. Похоронен на кладбище Пер-Лашез, Париж. Франция.

## Книги
- The House of Life (Дом Жизни), Ricardo press, NY, 1951[1]
- Les Cles De La Vie (рус. Ключи жизни), Julliard, 1956.
- Le destin (рус. Судьба), La Palatine, 1965.

## Музыкальные произведения[2]
- Sonate Synphonique de Revelations, Opus 25, No. 1,
- Sonata No. 32,   L V Beethoven [уточнить]
- Nocturne No. 2,  Opus 30, No. 2
- Nocturne No. 4,  Op 30, No.3,  Gueda Nova
- Nocturne No. 5, Opus 30, No.4
- Nocturne No. 6, Opus 30, No. 7
- Le Chant du Cygne,  Opus 32, No. 3
- Sonate de Feu, Opus 31    No.  2[3]

## Дискография
- George A. Rubissow: Nocturnes. Исп. Элиссон Лавджой, CD Baby, 2016.

## Семья
- Отец — хирург, руководитель госпиталя в с. Жукино под Конотопом, Российская империя (ныне Украина).
- Мать — Лариса Демченко, прямой потомок украинского писателя Котляревского (1769-1838).
- Брат (младший) — Николай Алексеевич Рубиссов, остался на Украине, погиб в 1930-е годы.
- Сестра — Елизавета Алексеевна Рубиссова, осталась на Украине, работала в Союзе писателей, жила и умерла в Киеве.
- Жена — Елена Фёдоровна Рубиссова (фр. Hélène Rubissow, 18 июля 1897, Санкт-Петербург — 14 августа 1988, Париж) — русский художник, иллюстратор, поэт, писатель.
- Сын — Жорж Рубиссов, инженер, винодел; женат на Марине Рубиссовой.
- Внук — Питер Рубиссов (англ. Peter Rubissow, род. 1961) — генеральный директор компании по производству красных вин Rubissow.
- Внучка — Ариэль Рубиссова-Окамото (англ. Ariel Rubissow-Okamoto) — менеджер виноградника Rubissow.